# Hypena sudestensis
Hypena sudestensis är en fjärilsart som beskrevs av Holloway 1977. Hypena sudestensis ingår i släktet Hypena och familjen nattflyn. Inga underarter finns listade i Catalogue of Life.